# Saga Centrul Galactic
Galactic Center Saga (cu sensul de Saga Centrul Galactic) este o serie de romane științifico-fantastice scrise de Gregory Benford. Această serie postulează o galaxie în care viața organică este în război permanent cu viața mecanică.

## Lista romanelor
- 'In the Ocean of Night, 1977
- Across the Sea of Suns, 1984
- Great Sky River, 1987
- Tides of Light, 1989
- Furious Gulf, 1994
- Sailing Bright Eternity, 1995

## Vezi și
- 1977 în științifico-fantastic